# Garibaldi (Uruguay)
Garibaldi  è una città dell'Uruguay, situata a sudovest del dipartimento di Salto. Si trova a 72 metri sul livello del mare. Ha una popolazione di circa 1.110 abitanti.